# Neverwas
Neverwas (bra: O Segredo de Neverwas) é um filme estadunidense de 2005, dos gêneros drama, mistério e fantasia, dirigido por Joshua Michael Stern.

## Sinopse
Zach Riley (Aaron Eckhart) é um psiquiatra que deixa um emprego em uma universidade de prestígio para assumir um emprego na instituição de gestão privada mental, 'Millwood', pertencente ao Dr. Reed (William Hurt). O que ele não revela, no momento da sua nomeação é que este foi o lugar onde seu pai romancista, TL Pierson (Nick Nolte), passou muitos anos de sua vida como ele lutou contra a depressão crônica. T.L. escreveu mais tarde um popular clássico infantil, Neverwas, sobre uma criança (com base no próprio jovem Zach), que entra em um mundo secreto para libertar um rei cativo. T.L. mais tarde cometeu suicídio; Riley, que encontrou o corpo, sempre, em parte, se culpava pela morte de seu pai.

## Elenco
| Ator             | Papel             |
| ---------------- | ----------------- |
| Ian McKellen     | Gabriel Finch     |
| Aaron Eckhart    | Zach Riley        |
| Brittany Murphy  | Maggie            |
| Nick Nolte       | T.L. Pierson      |
| Alan Cumming     | Jake              |
| Vera Farmiga     | Eleana            |
| Bill Bellamy     | Martin Sands      |
| Michael Moriarty | Dick              |
| Jessica Lange    | Katherine Pierson |
| William Hurt     | Dr. Peter Reed    |

## Recepção
No agregador de críticas dos Estados Unidos, o Rotten Tomatoes, na pontuação onde a equipe do site categoriza as opiniões da  grande mídia e da mídia independente apenas como positivas ou negativas, o filme tem um índice de aprovação de 14% calculado com base em 7 comentários dos críticos. Por comparação, com as mesmas opiniões sendo calculadas usando uma média aritmética ponderada, a nota alcançada é 4,4/10.